# Баэтиды
Баэтиды или двукрылые подёнки, или подёнки двухвостые (лат. Baetidae) — семейство подёнок, в котором открыто примерно 900 видов, описанных повсеместно. 

## Описание
Особи маленькие, достигают размеров не выше 10 мм. Большая часть видов имеют длинные овальные передние крылья с большим количеством жилок, а задние крылья очень маленькие, в некоторых случаях даже отсутствуют. Самцы часто имеют очень большие глаза. Спариваются они возле водоёмов начиная от ручейков и озёр заканчивая канавой, и даже бочками с водой. Питаются нимфы двукрылых подёнок водорослями.

## Роды
- Acentrella
- Acerpenna
- Apobaetis
- Baetis
- Baetodes
- Baetopus
- Barbaetis
- Callibaetis
- Camelobaetidius
- Centroptilum
- Cloeodes
- Cloeon
- Diphetor
- Fallceon
- Heterocloeon
- Labiobaetis
- Paracloeodes
- Procloeon
- Pseudocentroptiloides